# Podole-Górowa

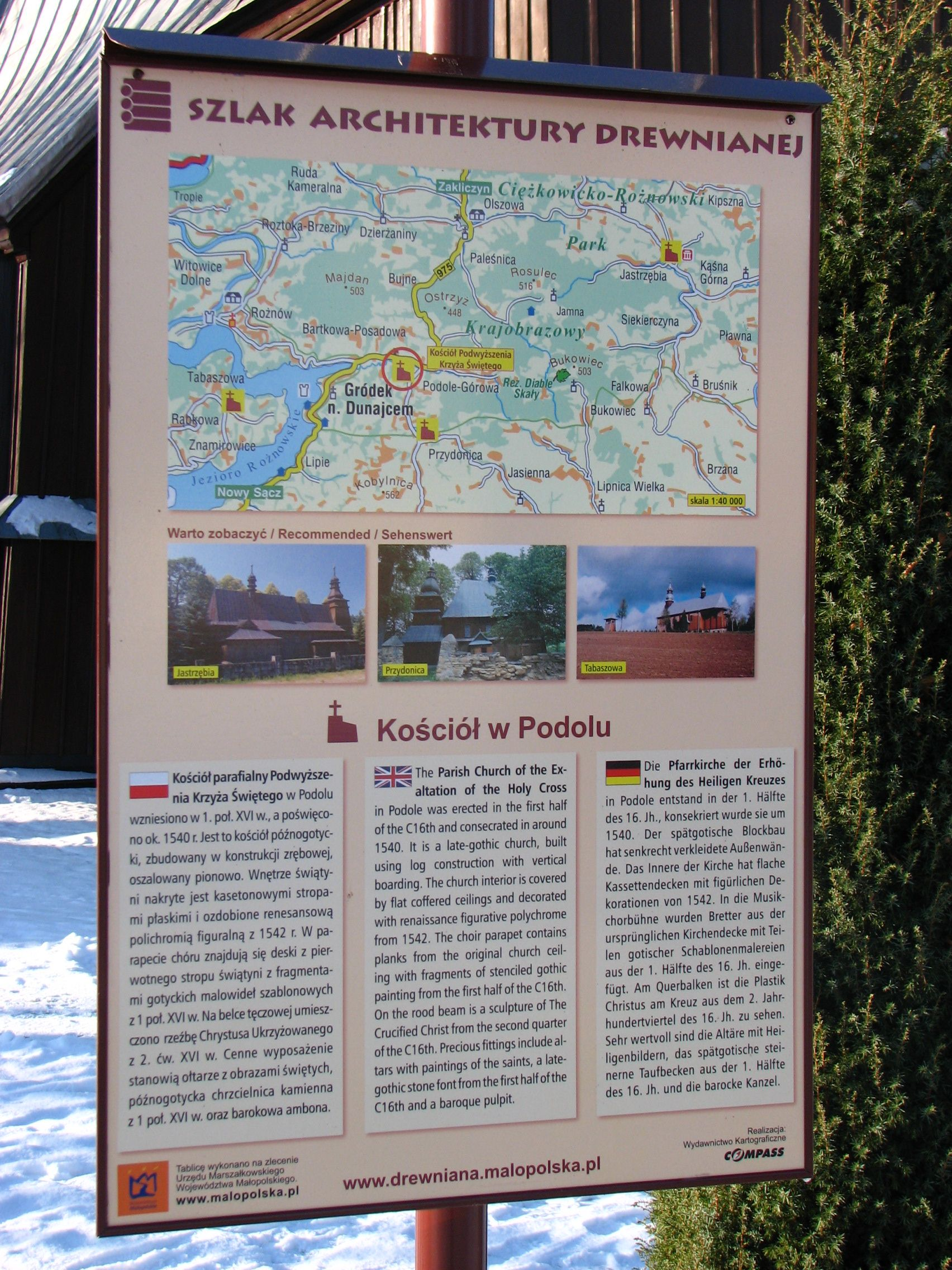
Tablica informacyjna przy kościele

Podole-Górowa – wieś w Polsce, położona w województwie małopolskim, w powiecie nowosądeckim, w gminie Gródek nad Dunajcem.
Z dniem 1 stycznia 2009 dotychczasowe nazwy dwóch wsi Podole i Górowa zamieniono na Podole-Górowa oraz utworzono wieś o tej nazwie.
W latach 1975–1998 miejscowość położona była w województwie nowosądeckim.

## Położenie
Wieś znajduje się na Pogórzu Rożnowskim, przy drodze wojewódzkiej nr 975. Przez miejscowość przepływa Przydonianka. Otoczona jest szczytami: od pn.zach. Majdan (512 m), od pd.zach. Dział (455 m), od pd.wsch. Żebraczka (502 m), od wsch. Ostryż Południowy (417 m) i od pn. Ostryż (447 m).

## Integralne części wsi
| SIMC    | Nazwa     | Rodzaj    |
| ------- | --------- | --------- |
| 0426070 | Bobakówka | część wsi |
| 0426087 | Dział     | część wsi |
| 0426093 | Wyrębiska | część wsi |
| 0426101 | Wyręby    | część wsi |
| 0426118 | Za Rzeką  | część wsi |

## Historia
Miejscowa parafia powstała między 1358 a 1373 z fundacji Drużynitów. Wieś nosiła wtedy nazwę Stara Przydonica. Wiadomo, że w 1390 parafię uposażyli Stanisław, Andrzej i Jan de Słupcza. Obecny gotycki miejscowy kościół został zbudowany w początku XVI w. i następnie konsekrowany ok. 1540. Był kilka razy odnawiany i przebudowany, m.in. w XVIII w., kiedy dobudowano barokową wieżę.

## Zabytki
Obiekty wpisane do rejestru zabytków nieruchomych województwa małopolskiego.
- Kościół parafialny pw. Podwyższenia Krzyża Świętego;
- cmentarz wojenny z I wojny światowej.